# Ulla-Britt Englund
Ulla-Britt Englund, född 27 juni 1928 i Smögen, död 20 maj 2020 i Göteborg, var en allroundidrottare med största framgångarna noterade i handboll och badminton.

## Handboll
Englunds karriär inleddes säsongen 1944/1945 i Kvinnliga IK Sport. Hon spelade sedan nästan 20 år för Sport. Med klubben vann hon 12 svenska mästerskapsguld i både ute- och innehandboll. Hon spelade vänstersexa och var en flitig målgörare. Ulla-Britt Englund debuterade i landslaget 1948 i en match mot Norge där segersiffrorna skrevs 3–1. Hon tillhörde sedan den fasta landslagstruppen under många år. Totalt spelade hon 1948–1960 22 landskamper enligt den gamla statistiken. Motståndaren var oftast något av de nordiska grannländerna. Tre år vann hon nordiska mästerskapet 1949, 1950 och 1953. Den nya statistiken på svensk handboll tar bara upp 5 landskamper som spelades inomhus med tre gjorda mål åren 1951 till 1956. På landslagssidan har man också glömt bort att hon är Stor flicka i handboll. Ulla-Britt Englund tilldelades 1960 Svenska Handbollförbundets spelarmärke i guld eftersom hon detta år passerade 20 spelade landskamper.

## Badminton
Ulla-Britt Englund spelade i början av sin karriär för Örgryte Idrottssällskaps badmintonsektion. Sektionen upphörde några år efter 1960. Englund spelade semifinal i SM 1951 och 1952, då hon även vann både singel-, dubbel- och mixedklassen i distriktsmästerskapet. Seniorgenombrottet kom 1953. Hon vann då SM i singel genom att besegra legendaren Amy Pettersson från MAI. I nordskotska mästerskapen i Aberdeen vann hon i mixed och tog andraplatsen i singel och dubbel. Ulla-Britt Englund vann SM även 1954. I finalen besegrade hon Astrid Löfgren, som var målvakt i Kv. IK Sports handbollslag. 1954 spelade hon ”All-England”, men då uteblev framgångarna. 1956 nådde hon åter finalen i SM i både singel och dubbel. Hon vann sedan flera silvermedaljer i SM fram till 1962, och dominerade DM fram till 1965. Ulla-Britt Englund spelade sex landskamper i badminton för Sverige. Som medlem i Göteborgs Badmintonklubb vann hon veteran-SM vid 11 tillfällen.

## Friidrott
Ulla-Britt Englund började med friidrott på Göteborgs Kommunala Mellanskola, där förkämpen för kvinnoidrott Einar Lilie var rektor. Hon tävlade i friidrott för Kvinnliga IK Sport. Hon var framgångsrik vid skoltävlingar och nådde vid svenska mästerskapen i längdhopp resultatet 5,17 meter. Hon vann aldrig någon SM-medalj, men i DM vann hon guld i både längd och höjd.

## Konståkning
Ulla-Britt Englund utövade också konståkning i Göteborgs Konståkningsklubb, där fadern var ledare. Göteborgs första DM i konståkning 1947 arrangerades av klubben och då segrade Ulla-Britt Englund i seniorklassen. Hon vann också ett Götalandsmästerskap i slutet av 1940-talet.

## Privatliv
Englund var äldre syster till Mona Lisa Englund. Även brodern, Thor Englund, var elitidrottare i fotboll och ishockey. Ulla-Britt Englund sysslade med samma idrotter som systern sedan kom att ägna sig åt – konståkning, friidrott, handboll och badminton – men hon nådde inte samma framgångar som yngre systern i konståkning och friidrott. Hon var gift flera gånger och hette senare Schelin, Lagerström, och Dunmo.